# Teatrul Municipal Bacovia din Bacău
Teatrul Municipal Bacovia, având ca secție pentru copii și tineret Teatrul de Animație, este un teatru din municipiul Bacău, considerat unul dintre cele mai importante din România. A fost înființat în august 1948, pe fondul unei activități teatrale cu tradiție a orașului.

## Istoricul activității teatrale în Bacău
În Bacău teatrul are vechi tradiții, prima reprezentație teatrală din oraș având loc la 20 ianuarie 1848, la inițiativa clucerului Alecu Vilner. La început, neavând un sediu propriu, trupa dădea reprezentații pe unde se putea. Se jucau cu mult succes comediile lui Vasile Alecsandri (Farmazonul din Hârlau, Conu Iorgu de la Sadagura, Rămășagul). S-au făcut multe demersuri pe lângă autoritățile vremii pentru obținerea unui local propriu necesar teatrului, care au rămas însă fără rezultat. Trupe de seamă ale vremii (trupa lui Matei Millo, trupa Ștefaniei Tardini) fac turnee la Bacău. Din 1870, ca urmare a demersurilor actriței Fani Tardini, spectacolele încep să fie jucate într-o baracă de scânduri din curtea primăriei.
Încercările de a obține un local adecvat pentru teatru nu sunt lipsite de peripeții. Fani Tardini, care procedase la fel cu succes și în alte orașe din țară, împrumută de la Consiliul Comunal Bacău o sumă de bani, solicitând ulterior ca aceasta să fie considerată o subvenție pentru înființarea teatrului. Autoritățile vremii nu se rezumă la a respinge demersul actriței, dar o și pun sub urmărire, ba chiar o somează să își demoleze "arena de teatru", acea baracă de scânduri care abia mai stătea în picioare. În 1872, în contextul în care la Bacău veneau multe trupe românești și străine care asaltau primăria cu cereri de autorizații pentru reprezentarea spectacolelor, Ion Pisoschi solicită autorităților înființarea unui mic teatru în sala mare a primăriei. Și acest demers este refuzat.

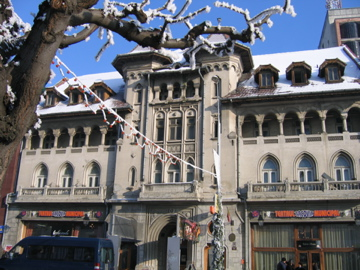
Teatrul pe 20 ianuarie 2008

Primul local de teatru din Bacău s-a construit în 1873, pe cheltuiala lui Neculai Drăgoianu, un om bogat din Bacău, pasionat de teatru. Aici, în 1874, se inaugurează primul teatru din oraș, sub direcția lui Mihail Climescu, care aduce trupe de la Iași și Botoșani. În anul următor direcția teatrului din Bacău este preluată de Costache Genadiu, Iosef Savloschi și Costache Radu, ale cărui piese vor fi jucate pe scena teatrului. Sunt aduse trupe de la Craiova și București. Mișcarea teatrală ia amploare și, după alt demers nereușit, în 1876 teatrul primește prima sa subvenție de la primărie, acordată de primarul Ion Hociung, care s-a căsătorit cu actrița Maria Moruzan.
După obținerea Independenței, activitatea teatrală din Bacău ia o tot mai mare amploare. Susțin aici spectacole și multe trupe străine (franceze, engleze, israelite). Din nefericire, localul teatrului construit de Neculai Drăgoianu este distrus de un incendiu în 1889. Acest fapt duce la o diminuare a activității teatrale. Actorii încep să prezinte spectacolele, pe timp de vară, în grădina publică a orașului. Această situație durează până în 1895, când se inaugurează o sală de teatru în Palatul Municipal (azi sediu al Prefecturii Bacău), iar teatrului i se atribuie și una din sălile clădirii Palatului Ateneu (care va fi distrusă tot de un incendiu, în 1964).
În secolul 20, viața teatrală ia o tot mai mare amploare. Pe scena teatrului băcăuan vin trupe și personalități de marcă ale teatrului românesc: trupa Companiei de Teatru Bulandra, cu Lucia Sturza Bulandra și Tony Bulandra, Constantin Tănase, Maria Filotti, compania actorului Ion Manolescu, compania Tudor Mușatescu - Sică Alexandrescu, trupa Iancu Brezeanu, Aura Buzescu și alții. Încep să apară și cronici dramatice în presa vremii. În 1928, George Enescu a susținut un concert memorabil pe scena băcăuană.